# Чанна, Тарлочан Сингх
Тарлочан Сингх Чанна (англ. Tarlochan Singh Channa, 10 июля 1949, Найроби, Британская Кения) — кенийский хоккеист (хоккей на траве), нападающий.

## Биография
Тарлочан Сингх Чанна (встречается вариант Чана) родился 10 июля 1949 года в кенийском городе Найроби. 
Учился в Найроби в Освальской средней школе и политехническом колледже. Играл в хоккей на траве за школьную и юниорскую сборные Кении. Впоследствии выступал за «Симба Юнион» из Найроби в течение 22 лет.
23 августа 1970 года дебютировал в сборной Кении в матче против Пакистана в Найроби.
В 1972 году вошёл в состав сборной Кении по хоккею на траве на Олимпийских играх в Мюнхене, занявшей 13-е место. Играл на позиции нападающего, провёл 8 матчей, забил один мяч в ворота сборной Мексики.
В составе сборной Кении участвовал в двух чемпионатах мира — в 1971 году в Барселоне и в 1973 году в Амстелвене.
В 1976 году должен был сыграть на летних Олимпийских играх в Монреале, команда уже прибыла в олимпийскую деревню, но Кения в последний момент бойкотировала Олимпиаду в знак протеста против участия ЮАР, где проводилась государственная политика апартеида.